# Bobrof
Le Bobrof est une île volcanique située au Sud-Ouest de l'Alaska, aux États-Unis, dans les îles Andreanof. Elle est constituée d'un stratovolcan culminant à 738 mètres d'altitude. Le volcan date probablement de l'Holocène.
Sa constitution ressemble à celle du volcan Moffett (en), situé 50 km à l'est.